# Aeroportul Sikasso
Aeroportul Sikasso (IATA: KSS, ICAO: GASO) este un aeroport din Regiunea Sikasso, Mali ce deservește zona Sikasso. A fost numit după zona deservită.
Situat la o altitudine de 411 m, aeroportul dispune de 1 pistă. Este operat de Aéroports du Mali⁠(d).

## Infrastructură

### Piste
Aeroportul dispune de o singură pistă. Pista are orientarea 08/26. 